# Czochatauri
Czochatauri – osiedle typu miejskiego w Gruzji, w regionie Guria. W 2014 roku liczyło 1815 mieszkańców.